# Veliki Pašijan
Veliki Pašijan falu Horvátországban Belovár-Bilogora megyében. Közigazgatásilag Gerzencéhez tartozik.

## Fekvése
Belovártól légvonalban 30, közúton 40 km-re délre, községközpontjától légvonalban 6, közúton 7 km-re északra a Monoszlói-hegység keleti lejtőin, a 26-os számú főút mentén Veliki Prokop és Garešnički Breštovac között, a Pašianica-patak bal partján fekszik.

## Története
A település már a középkorban is létezett, de akkor neve még Újudvar volt. Szent Miklós plébániáját már 1334-ben említik a zágrábi püspökség plébániái között „ecclesia beati Nicolai i Vyoduer” néven. 1501-ben János nevű plébánosát, valamint Antal és Demeter nevű káplánjait említik „Johannes plebanus de nowa curia. Anthonius et Demetrius capellani eiusdem” alakban. Itt a település neve latinra fordítva található Nova Curiaként. Ezzel a középkori udvarházzal állhat kapcsolatban az a régészeti lelőhely, amely a településtől északnyugatra, annak temetőjétől mintegy száz méterre egy kerek alakú erdővel borított kiemelkedés tetején található, amelyet ma Gradinának neveznek. Itt ma is sok tégla található, melyek egykori erődített hely maradványaira utalnak.
A térséget a 16. század közepén szállta meg a török. A lakosság legnagyobb része az ország biztonságosabb részeire menekült, másokat rabságba hurcoltak. Ezután ez a vidék mintegy száz évre lakatlanná vált. A hagyomány szerint török időkben birtokosa egy Pašjan nevű aga volt, akiről a mai település a nevét kapta. Jakovljević szerint a török „Pašin han” alakból ered a név.
A török uralom után a területre a 17. századtól folyamatosan telepítették be a keresztény lakosságot. A település 1774-ben az első katonai felmérés térképén „Dorf Passian” néven szerepel. A Horvát határőrvidék részeként a Kőrösi ezredhez tartozott. Lipszky János 1808-ban Budán kiadott repertóriumában „Passian” néven találjuk.  
Nagy Lajos 1829-ben kiadott művében ugyancsak „Passian” néven 97 házzal, 234 katolikus és 258 ortodox vallású lakossal találjuk. A település 1809 és 1813 között francia uralom alatt állt.
A katonai közigazgatás megszüntetése után Magyar Királyságon belül Horvátország része, Belovár-Kőrös vármegye Garesnicai járásának része lett. A településnek 1857-ben 513, 1910-ben 849 lakosa volt. Az 1910-es népszámlálás adatai szerint a lakosság 38%-a magyar, 33%-a horvát, 20%-a szerb, 9%-a német anyanyelvű volt. 1918-ban az új szerb-horvát-szlovén állam, majd később Jugoszlávia része lett. 1941 és 1945 között a németbarát Független Horvát Államhoz, majd a háború után a szocialista Jugoszláviához tartozott. A háború után a fiatalok elvándorlása miatt lakossága folyamatosan csökkent. 1991-től a független Horvátország része. 1991-ben lakosságának 77%-a horvát, 13%-a magyar, 5%-a szerb nemzetiségű volt. A délszláv háború idején mindvégig horvát kézen maradt. 2011-ben a településnek 344 lakosa volt.

## Lakossága
| Lakosság változása | Lakosság változása | Lakosság változása | Lakosság változása | Lakosság változása | Lakosság változása | Lakosság változása | Lakosság változása | Lakosság változása | Lakosság változása | Lakosság változása | Lakosság változása | Lakosság változása | Lakosság változása | Lakosság változása | Lakosság változása |
| ------------------ | ------------------ | ------------------ | ------------------ | ------------------ | ------------------ | ------------------ | ------------------ | ------------------ | ------------------ | ------------------ | ------------------ | ------------------ | ------------------ | ------------------ | ------------------ |
| 1857               | 1869               | 1880               | 1890               | 1900               | 1910               | 1921               | 1931               | 1948               | 1953               | 1961               | 1971               | 1981               | 1991               | 2001               | 2011               |
| 513                | 540                | 552                | 724                | 394                | 849                | 923                | 885                | 439                | 478                | 445                | 344                | 359                | 374                | 377                | 344                |

## Nevezetességei
- Középkori eredetű vár maradványai a falutól északnyugatra, a temetőtől mintegy száz méterre. A régészeti lelőhely központi része egy átlagosan 28 méteres átmérőjű magaslat, melyet kettős koncentrikus fal és sekély, mintegy 5 méter széles árok övezett. Régészeti feltárás hiányában a vár kora és sorsa ismeretlen. Valószínűleg a török háborúk idején pusztult el.

- Keresztelő Szent János tiszteletére szentelt pravoszláv temploma[8] a falu északi szélén áll. A templom egyhajós épület sokszög alaprajzú apszissal, félköríves ablakokkal. A templom keletelt, mely középkori eredetre utal. Harangtornya a templom hossztengelyében, a nyugati homlokzat előtt áll. Belsejét hamis dongaboltozat fedi. A kórus a nyugati fal mentén két pillérrel van támasztva és falazott korláttal van körülvéve. A templomot 1334-ben még Szent Katalin-templomként említik. Az ortodox lakosság 1767-ben helyreállította és ortodox templom lett. 1927-ben újjáépítették.